# Bario (geslacht)
Bario is een monotypisch geslacht van straalvinnige vissen uit de familie van de Characidae.

## Soorten
- Bario steindachneri (Eigenmann, 1893)